# تحت سوءظن (فیلم ۱۹۹۱)
تحت سوءظن (به انگلیسی: Under Suspicion) یک فیلم دلهره‌آور و نئو-نوآر محصول سال ۱۹۹۱ به کارگردانی سایمون مور با بازی لیام نیسون و لورا سن جاکومو است. نیسون در سال ۱۹۹۲ جایزه بهترین بازیگر مرد را در جشنواره فیلم جنایی کنیاک برای بازی خود دریافت کرد.
در وب‌سایت جمع‌آوری نقد، راتن تومیتوز بر اساس نظرات ۸ منتقد، امتیاز ۲۵٪ را به فیلم می‌دهد.

## داستان
داستان فیلم در اواخر دهه ۱۹۵۰ اتفاق می‌افتد، زمانی که قوانین سختگیرانه طلاق در بریتانیا با ساخت شواهد جعلی دال بر زنا قابل دور زدن بود، و در برایتون، جایی که چنین فعالیت‌هایی اغلب اتفاق می‌افتاد. یک کارآگاه خصوصی غیراخلاقی که با کمک همسرش عکس‌های دروغین و شاهدان پولی برای پرونده‌های طلاق تهیه می‌کند، زمانی که همسرش و یک مشتری هنرمند ثروتمند به قتل می‌رسند، به مظنون اصلی تبدیل می‌شود.